# Naoto Misawa
Naoto Misawa (三沢 直人 Misawa Naoto?), född 7 juli 1995 i Saitama prefektur, är en japansk fotbollsspelare.
Misawa började sin karriär 2018 i YSCC Yokohama. Han spelade 25 ligamatcher för klubben. 2019 flyttade han till Gainare Tottori.